# Giacinto Solito
Giacinto Solito (Napoli, 21 novembre 1904 – Roma, 20 settembre 1991) è stato un regista e montatore italiano.

## Biografia
Giornalista professionista, si occupa all'inizio di critica cinematografica, divenendo redattore capo del quindicinale cinematografo diretto dalla fine degli anni 20 da Alessandro Blasetti.
Dirige varie produzioni di film presso la Tirrenia, la Cines e la Scalera, gira vari documentari sino ad approdare al montaggio cinematografico di lungometraggi all'inizio degli anni 30, mentre nel 1939, dirige il suo primo film Fascino con Iva Pacetti, alterna successivamente la sua attività tra la regia, sceneggiatura e il montaggio sino al 1970.

## Filmografia

### Regista
- Fascino (1939)
- La storia del fornaretto di Venezia (1952)
- La Gioconda (1953) - anche sceneggiatura
- Mattino di primavera (1957) - anche sceneggiatura

### Montatore
- La maestrina, regia di Guido Brignone (1933) - anche aiuto regista
- Villafranca, regia di Giovacchino Forzano (1934)
- 1860, regia di Alessandro Blasetti (1934) - anche aiuto regista
- Maestro Landi, regia di Giovacchino Forzano (1935)
- Un colpo di vento, regia di Charles Felix Tavano e Jean Dreville (1936)
- Fermo con le mani!, regia di Gero Zambuto (1937) - anche aiuto regista
- Animali pazzi, regia di Carlo Ludovico Bragaglia (1939)
- L'allegro fantasma, regia di Amleto Palermi (1941)
- La ballata dei mariti, regia di Fabrizio Taglioni (1963)
- La rabbia, seconda parte, regia di Pier Paolo Pasolini e Giovannino Guareschi (1963)
- Andremo in città, regia di Nelo Risi (1966)
- El Cisco, regia di Sergio Bergonzelli (1966)
- I diavoli della guerra, regia di Adalberto Albertini (1968)
- Dove non è peccato, regia di Antonio Colantuoni (1970)

### Sceneggiatore
- L'argine, regia di Corrado D'Errico (1938)
- La muta di Portici, regia di Giorgio Ansoldi (1952)

### Altre collaborazioni
- Cheri-Bibi (Il forzato della Guiana) (Chéri-Bibi), regia di Marcello Pagliero (1955) - organizzatore generale e direttore di produzione